# Petersdorf
Petersdorf är en kommun och ort i Landkreis Aichach-Friedberg i Regierungsbezirk Schwaben i förbundslandet Bayern i Tyskland.
Kommunen ingår i kommunalförbundet Aindling tillsammans med köpingen Aindling och kommunen Todtenweis.